# ستبلفرد (كامبريدجشير)
ستبلفرد (بالإنجليزية: Stapleford, Cambridgeshire)‏ هي قرية و أبرشية مدنية تقع في المملكة المتحدة في إنجلترا. يقدر عدد سكانها بـ 1,738 نسمة .